# Videmala
Videmala – gmina w Hiszpanii, w prowincji Zamora, w Kastylii i León, o powierzchni 25,87 km². W 2011 roku gmina liczyła 158 mieszkańców.